# Карачаевский национальный округ

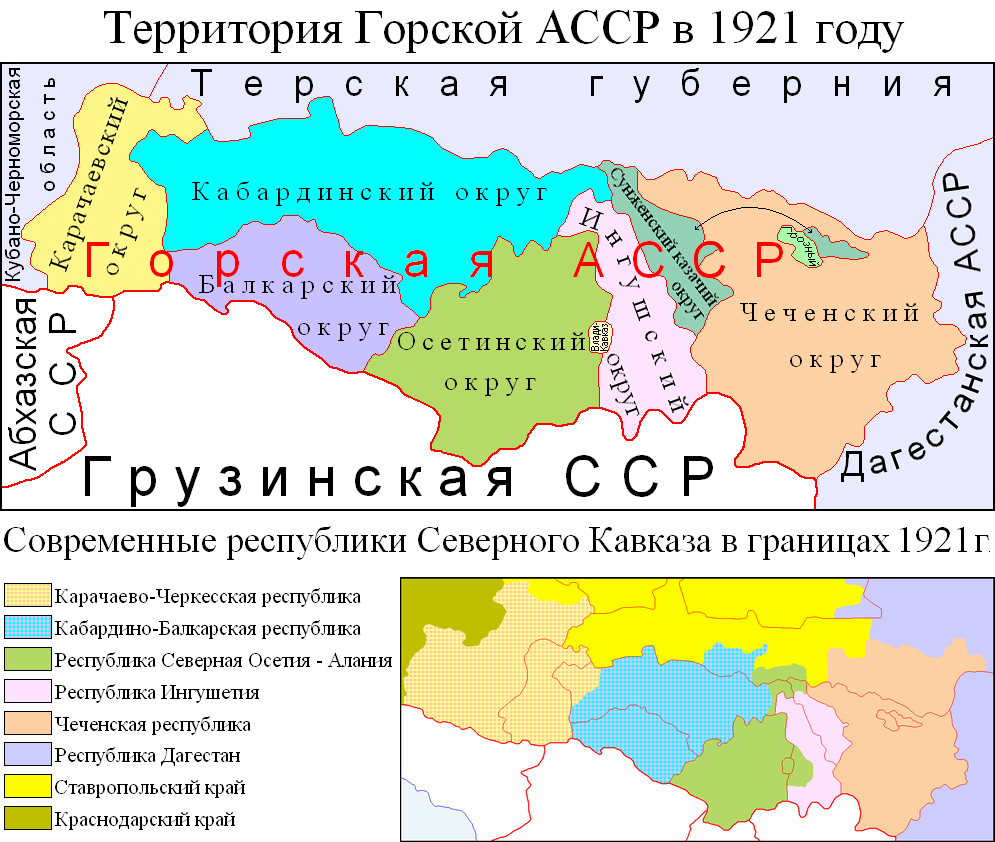
Горская АССР

Карача́евский о́круг —  один из шести округов Автономной Горской ССР.
Образование шести округов в составе Горской АССР было провозглашено на Съезде народов Терека 19 ноября 1920 г.
27 ноября 1920 года был утвержден состав руководителей Карачаевского округа.
Весной 1921 года в Кисловодске была открыта советско-партийная школа. Для получения высшего и среднего образования власти направляли представителей горской молодежи в крупные образовательные центры страны (Москва, Ленинград, Ростов, Владикавказ и др.).  К аппаратной работе, помимо карачаевцев привлекались представители других народов, проживавшие в Кисловодске, где располагались окружные органы власти Карачая.
В апреле 1921 года состоялся 1-й съезд Советов депутатов Карачаевского округа, на котором был избран исполнительный комитет, пришедший на смену ревкому высшего органа исполнительной власти региона.
3 мая 1921 года был сформирован персональный состав окружного исполкома.

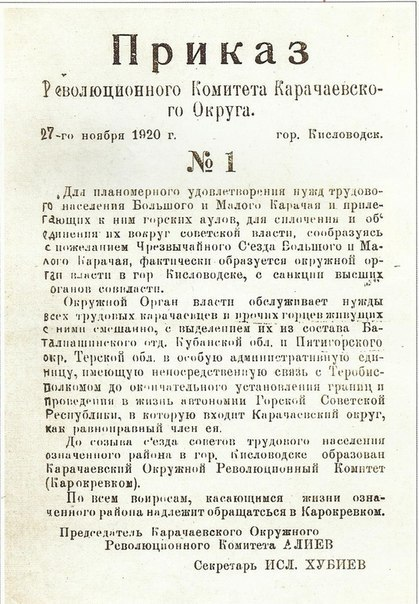
Приказ Ревкома Карачаевского округа

Из-за больших внутренних противоречий существование Горской АССР было непродолжительным и уже через год, 12 января 1922 года, декретом ВЦИК из неё был выделен Карачаевский округ, преобразованный в Карачаево-Черкесскую автономную область в составе Юго-Восточного (с 1924 г. - Северо-Кавказского) края РСФСР.